# 링네트
링네트(RingNet Co. Ltd.)는 대한민국의 ICT 서비스 기업이다. 본사는 서울특별시 구로구 디지털로33길 28에 위치해 있으며 대표이사는 이정민이다

## 역사
1998년 외환위기 때 구조조정을 실시하면서 2000년 LS전선 네트워크사업부에서 분사하였으며 2002년 1월 10일에 상장하였다.

## 같이 보기
- 콤텍시스템
- 에스넷
- 인성정보

## 참고문헌
1. ↑  강보연, 한국IR협의회 기술분석보고서-링네트, 2022.02.24
2. ↑  링네트, 작년 영업익 163억…전년比 50.3% '↑', 아시아경제, 2024년 2월 16일